# Christian Reitz (Kameramann)
Christian Reitz (* 11. Januar 1960 in München) ist ein deutscher Kameramann und Produzent für Film- und Fernsehproduktionen. Seine Tätigkeit erstreckt sich über alle Bereiche der Medienproduktion. Er ist der Sohn des Regisseurs und Autors Edgar Reitz.

## Leben
Seine erste Begegnung mit dem Medium Film hatte Christian Reitz 1971, als er als Elfjähriger die Hauptrolle des Jason im Film Das goldene Ding spielte, in dem sein Vater Edgar Reitz (gemeinsam mit Ula Stöckl und Alf Brustellin) Regie führte.
Bereits während seines Physikstudiums an der Ludwig-Maximilians-Universität München 1982 war er als Fotograf für Film und Theater tätig. Erste Aufmerksamkeit erlangte er dabei durch die Anfertigung von Standfotos für den Film Heimat seines Vaters Edgar Reitz, die im Bildband Heimat – Eine Chronik in Bildern veröffentlicht wurden.
Nachdem Christian Reitz Erfahrungen im Kamerafach u. a. durch die Assistenz bei Gernot Roll gewonnen hatte, übernahm er im zweiten und dritten Teil der Heimat-Trilogie 1991/1992 und 2003/2004 bei einigen Filmen die Kameraarbeit.
Christian Reitz lebt in München und betreibt dort die Multimediawerkstatt REITZ_MEDIEN. Er ist außerdem beteiligt an Coop-Filmwerk Reitz & Dillinger sowie der gemeinsam mit seinem Vater Edgar Reitz gegründeten Reitz & Reitz Medien Produktion.
2014 erhielt er den deutschen Filmpreis in der Kategorie "Bester Spielfilm" für die Produktion von Die andere Heimat.

## Filmographie (Auswahl)
Darsteller
- 1967: Die Kinder (Kurzfilm), Regie: Edgar Reitz
- 1971: Das goldene Ding – Regie: Edgar Reitz

Kamera
- 1992: Die zweite Heimat – Chronik einer Jugend (Teil 9 – 13) – Regie: Edgar Reitz
- 1993: Vater, lieber Vater (Kinofilm) – Regie: Leopold Huber
- 1994: Radetzkymarsch – Regie: Axel Corti & Gernot Roll
- 1995: Am Morgen danach – Regie: Gabriela Zerhau
- 1995: Das Jahrhundert des Kinos – 100 Jahre Film: Die Nacht der Regisseure
- 1995: Jeden dritten Sonntag – Regie: Leopold Huber
- 1996: Ein Fall für zwei (Fernsehserie, Folgen „Bis aufs Blut“ und „Tödliches Erbe“)
- 1996: Der schönste Tag im Leben – Regie: Jo Baier
- 1996: Terror im Namen der Liebe – Regie: Bodo Fürneisen
- 1998: Zugriff (Fernsehserie, 4 Folgen) – Regie: Holger Barthel
- 1998: Auch Männer brauchen Liebe – Regie: Gabriela Zerhau
- 1999: SK Kölsch (Fernsehserie, 3 Folgen) Regie Holger Barthel, Deutsche Krimiserie, SAT1 1999, 1 × 90 und 2 × 50 min
- 1999: Jagd auf Amor – Regie: Holger Barthel
- 2000: Sinan Toprak ist der Unbestechliche (Fernsehserie, Staffel 1, 4 Folgen) – Regie: Walter Feistle
- 2002: Hinterlassenschaften – Regie: Steffi Kammermeier
- 2002: Julia – Eine ungewöhnliche Frau (Fernsehserie, 4 Folgen) – Regie: Holger Barthel
- 2004: Heimat 3 – Chronik einer Zeitenwende (Teil 5 und 6) – Regie: Edgar Reitz
- 2005: Zeit der Fische – Regie: Steffi Kammermeier
- 2006: Heimat-Fragmente: Die Frauen (auch Schnitt und Produktion) – Regie: Edgar Reitz

Produzent
- 2012: Die andere Heimat – Regie: Edgar Reitz
- 2024: Boalândia – Regie: Patrik Thomas, Mathias Reitz Zausinger
- 2025: Leibniz. Chronik eines verschollenen Bildes – Regie: Edgar Reitz[1]